# Yamaha 125 DTE
Les Yamaha 125 DTE et DTF sont des motos de type trail fabriquées par la compagnie Yamaha.

## Historique
Elle a été commercialisée en France de 1974 à 1979.
Pour ce modèle de 125 cm3, Yamaha vendait un kit « cylindre plus culasse » en 175 cm3.